# Conceição Legot
Maria da Conceição Guimarães Legot (Luanda), conocida como Conceição Legot, Maria Conceição Legot o Maria Legot, es una cantante, historiadora y nacionalista angoleña.
Formó, con Belita Palma y Lourdes Van-Dúnem, el Trio Feminino, el primer grupo formado exclusivamente por mujeres en la historia de la música en Angola. A principios de la década de 1960, fue una de las dos primeras mujeres angoleñas arrestadas por el PIDE en Angola. En 1994, fue una de las cofundadoras del Centro Cultural: Casa de Angola / Centre Culturel Angolais de París.

## Trayectoria
Conceição Legot creció en el centro de Luanda. En 1955, participó con su hermano, Rui Legot, en un concurso en el Rádio Clube de Angola. Con él formó el grupo musical Irmãos Legot.
En 1957, Legot fundó el grupo Trio Feminine, tocando a la guitarra, junto a Belita Palma, en la batería y voz, y Lourdes Van-Dúnem, en elreco-reco y voz. Compusieron canciones como A mask da face y Diá Ngo. Fue el primer grupo formado exclusivamente por mujeres de la música angoleña.
A los 21 años, Legot fue admitida en los servicios de Economía, como funcionaria. A principios de la década de 1960, Legot fue encarcelada durante tres meses, acusada de formar parte de una red clandestina. Se le concedió la libertad provisional, pero no fue juzgada por la PIDE, ya que recibió una licencia de gracia de Portugal. Fue acusada por su papel en la redacción de un estatuto para las mujeres angoleñas en una Angola independiente. Fue traicionada por un grupo de los servicios económicos, donde trabajaba.
Consiguió salir de Portugal antes de que finalizara su licencia. Se fue a España y luego a Francia, a donde llegó en 1964. En 1968, este país le concedió asilo político, que pidió le retiraran en 1975, cuando Angola se independizó. Hasta entonces, tenía pasaporte portugués y fue perseguida por el PIDE, por sus vínculos con el movimiento de liberación.
En París, antes de ir a la universidad, se matriculó en el Instituto de Bienestar Social. En 1976, obtuvo una maestría en la Escuela de Estudios Superiores en Ciencias Sociales de París, con una tesis de disertación titulada Éxodo rural en Angola: Educación para el desarrollo, sobre el problema de la desarticulación entre el medio rural y urbano y la desertificación del medio rural debido a los nodos de desarrollo creados en las ciudades.
Después de trabajar unos meses, recibió una invitación de Printemps para ser contratada como trabajadora social, donde podría elegir una formación académica en Sociología del Desarrollo, por tener asilo político. Completó su doctorado en Historia en la Universidad de París I Panthéon-Sorbonne.
En 1994, fue una de las fundadoras del Centro Cultural: Casa de Angola / Centre Culturel Angolais de París, que anualmente promueve coloquios sobre temas relacionados con la problemática actual del país.
En junio de 2001, coorganizó un coloquio sobre el tema Angola Novo Século, Nuevos Desafíos (Desarrollo Económico y Crecimiento Acelerado) en la Casa de Angola / Centro Cultural Centro Cultural Angolais en París, en el que participaron el diputado Augusto Tomás, el sociólogo Makusayi Massaki, el magistrado Rui de Sousa Clington, Maris Alves Trovoada y los profesores Vicente Pinto de Andrade, Virgílio Coelho y Kianvu Tamo.
En 2012 fue secretaria general del Centro Cultural Casa de Angola / Centre Culturel Angolais de París. En 2017, regresó a Luanda por primera vez desde que se fuera en 1961. Ese año, Legot impartió clases en la Sorbona.